# Sphérocobaltite
La sphérocobaltite est un minéral carbonate de cobalt de composition chimique CoCO3. Sous sa forme pure (rare), il a typiquement une couleur rose-rouge, mais les échantillons impurs peuvent avoir des nuances allant du rose au brun pale. Il cristallise dans le système trigonal.

## Découverte et occurrence

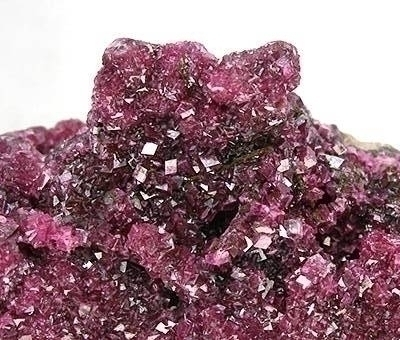
Amas de cristaux de sphérocobaltite du Katanga Copper Crescent, Katanga (Shaba), République démocratique du Congo. Taille :.

La sphérocobaltite fut décrite pour la première fois en 1877 pour une occurrence dans des veines de cobalt et de nickel dans la mine St. Daniel du district de Schneeberg, Monts Métallifères, Saxe en Allemagne. Le nom est construit à partir du grec σφαῖρα / sphaîra (« sphère ») et de « cobalt », en référence à son habitus typique et à sa composition. On le trouve dans des gisements minéraux hydrothermaux contenant du cobalt sous forme d'une phase rare associée à de la rosélite, érythrite, annabergite et calcite et dolomite riches en cobalt.

## Cristallochimie
Elle fait partie du groupe de la calcite. Le groupe de la calcite est composé de minéraux de formule générale ACO3, où «A» peut être un ou plusieurs ions métalliques (+2) tout particulièrement le calcium, le cobalt, le fer, le magnésium, le zinc, le cadmium, le manganèse et / ou de nickel. La symétrie des membres de ce groupe est trigonale.
- Calcite (CaCO3)
- Gaspéite ({Ni, Mg, Fe}CO3)
- Magnésite (MgCO3)
- Otavite (CdCO3)
- Rhodochrosite (MnCO3)
- Sidérite (FeCO3)
- Smithsonite (ZnCO3)
- Sphérocobaltite (CoCO3)